# Basilika der Unbefleckten Empfängnis (Kiện Khê)

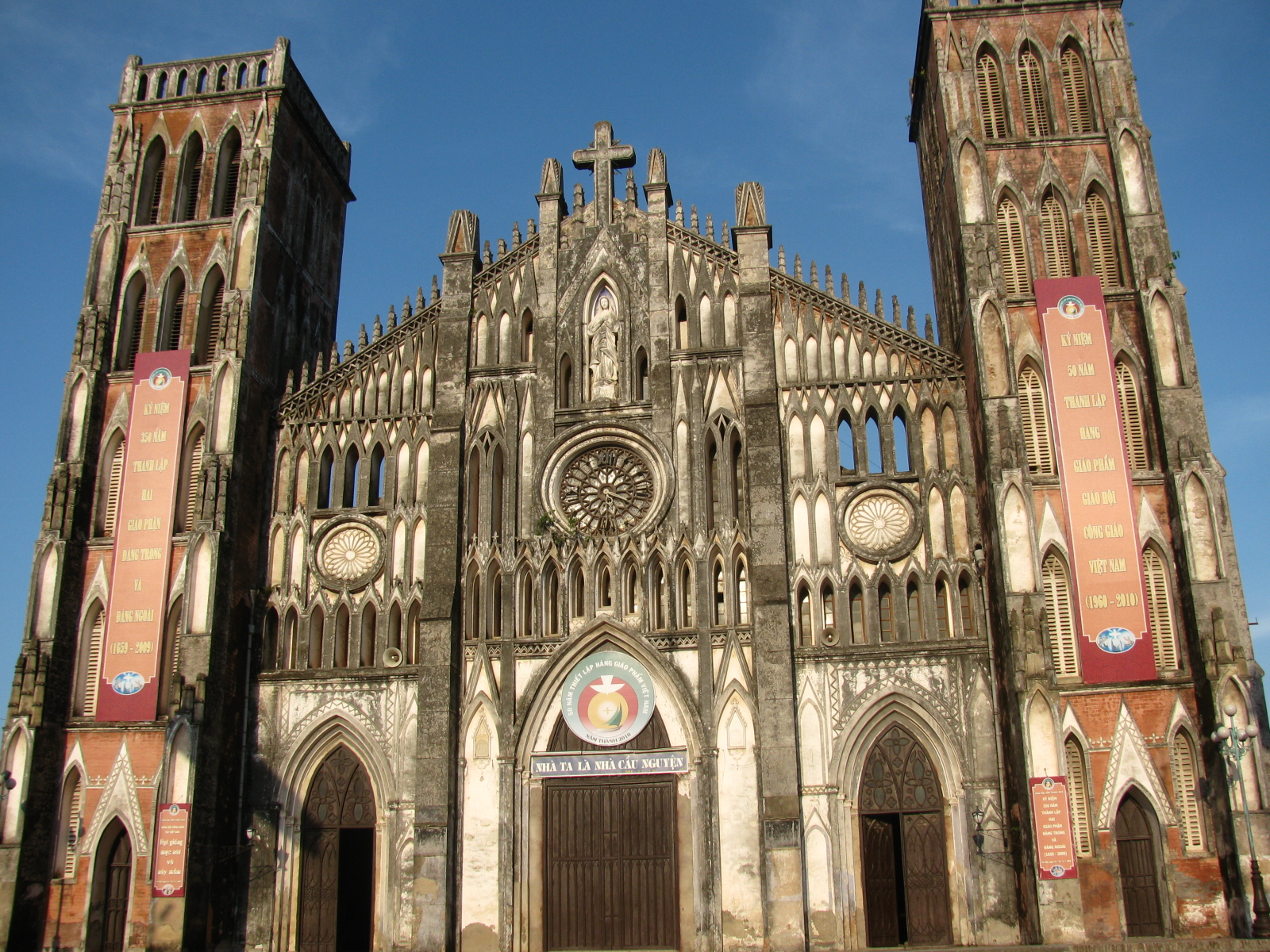
Fassade der Basilika

Die Basilika der Unbefleckten Empfängnis von Kiện Khê oder Sở Kiện (vietnamesisch Vương cung thánh đường Sở Kiện) ist eine römisch-katholische Kirche in Kiện Khê in der vietnamesischen Provinz Hà Nam im Delta des Roten Flusses. Die Kirche des Erzbistums Hanoi ist unter dem Patrozinium der Unbefleckten Empfängnis der Mutter Gottes gewidmet und trägt den Titel einer Basilica minor.

## Geschichte
Die Kirche wurde von 1877 bis 1882 unter französischer Herrschaft erbaut. Sie wurde von Paul-François Puginier, Apostolischer Vikar von West-Tonking, geweiht und diente von 1882 bis 1936 als Kathedrale des Vikariats. Sie wurde am 24. Juni 2010 durch Papst Benedikt XVI. in den Rang einer Basilica minor erhoben.

## Bauwerk
Die neugotische Kirche ist 67,2 Meter lang, 31,2 Meter breit und 23,2 Meter hoch. Die Kirche bietet Platz für 4000 bis 5000 Menschen. Ihre Fassade ist von zwei Türmen flankiert, deren einer vier Glocken mit bis zu 2,4 Tonnen Gewicht trägt. Der gesamte Boden des gemauerten Gebäudes ist mit Eisenholz ausgekleidet, um ein Einsinken zu verhindern. Die Kirche ist mit Buntglasfenstern ausgestattet, die Altäre sind vergoldet und mit kunstvollen Holzschnitzereien versehen. Es werden Reliquien der Märtyrer von Vietnam aufbewahrt.